# Lindenallee 27 (Wernigerode)

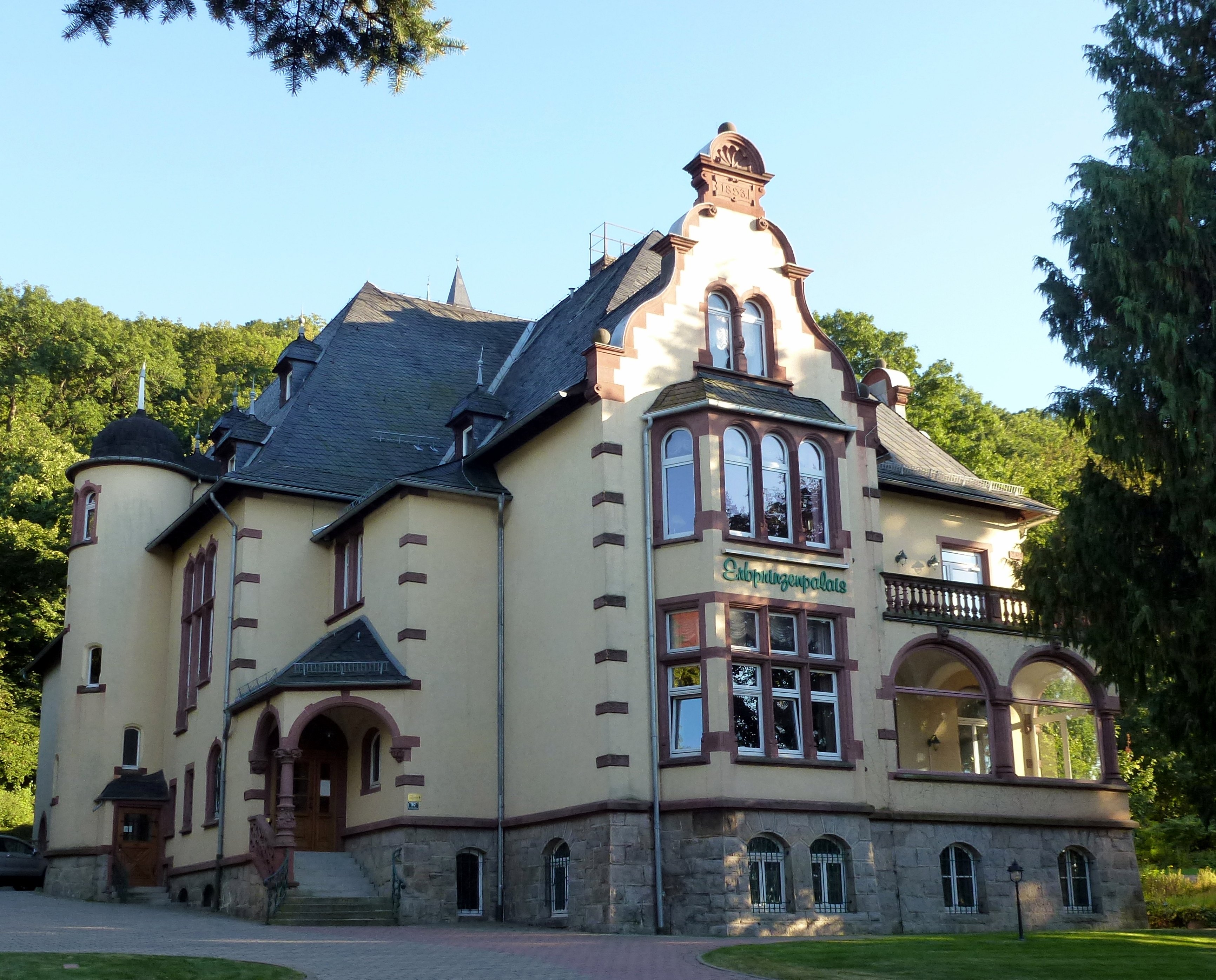
Erbprinzenpalais Wernigerode, Lindenallee 27, unterhalb von Schloss Wernigerode

Das Gebäude Lindenallee 27 ist ein denkmalgeschütztes Haus in der Altstadt von Wernigerode, Landkreis Harz, in Sachsen-Anhalt. Es handelt sich um ein früher als Wohnhaus des fürstlich-stolberg-wernigerödischen Kammerpräsidenten und dann des Erbprinzen zu Stolberg-Wernigerode genutztes Gebäude, das jetzt als Erbprinzenpalais für Hotelzwecke dient.

## Lage
Das Gebäude befindet sich am südöstlichen Ende der Wernigeröder Innenstadt direkt unterhalb von Schloss Wernigerode, an der Lindenallee, direkt gegenüber vom früheren Küchengarten.

## Architektur und Geschichte
Es handelt sich um ein massives Steingebäude im Villenstil der Gründerzeit. Es wurde 1893 vom Berliner Architekten Hans Grisebach im Auftrag von Fürst Otto zu Stolberg-Wernigerode für dessen Kammerpräsidenten Rudolf Grisebach – Vetter des Architekten – errichtet. 1928 bezog Erbprinz Botho zu Stolberg-Wernigerode das Gebäude, das daraufhin den Namen Erbprinz(en)palais bzw. -villa erhielt.
Bis zur Umnummerierung 1937 trug das Haus die Adresse Lindenallee 34.
Beim Bombenangriff auf Wernigerode im Februar 1944 wurde das Dach des Gebäudes beschädigt. Im Mai 1945 beschlagnahmten die amerikanischen Besatzungstruppen und nach deren Abzug die sowjetische Militärregierung das Gebäude, sämtliche Bewohner mussten das Gebäude verlassen.
Im September 1945 wurde das Grundstück im Zuge der Bodenreform enteignet. Im Februar 1946 kam es zu einem großen Diebstahl im Gebäude, bei der die dort befindliche bedeutsame Heimatsammlung gestohlen wurde. Später war die SED-Kreisleitung von Wernigerode hier im „Haus der Einheit“ genannten Gebäude untergebracht, bevor zu Beginn der 1990er Jahre die Nutzung als Arbeitsamt und ab 1997 als Hotel erfolgte.
Im örtlichen Denkmalverzeichnis ist das Haus als Baudenkmal unter der Erfassungsnummer 094 25047 verzeichnet.